# Abass Baraou
Abass Baraou (Aalen, 28 de octubre de 1994) es un deportista alemán que compite en boxeo.
Ganó una medalla de bronce en el Campeonato Mundial de Boxeo Aficionado de 2017 y una medalla de oro en el Campeonato Europeo de Boxeo Aficionado de 2017, ambas en el peso wélter.
En abril de 2018 disputó su primera pelea como profesional. En febrero de 2019 conquistó el título internacional del CMB, en la categoría de peso superwelter.

## Palmarés internacional
| Campeonato Mundial | Campeonato Mundial  | Campeonato Mundial | Campeonato Mundial |
| Año                | Lugar               | Medalla            | Categoría          |
| ------------------ | ------------------- | ------------------ | ------------------ |
| 2017               | Hamburgo (Alemania) | Medalla de bronce  | 69 kg              |
| Campeonato Europeo |                     |                    |                    |
| Año                | Lugar               | Medalla            | Categoría          |
| 2017               | Járkov (Ucrania)    | Medalla de oro     | 69 kg              |